# Пацинє
Пацинє (словен. Pacinje) — поселення в общині Птуй, Подравський регіон‎, Словенія.